# مایرون لی بندر
مایرون لی بندر (انگلیسی: Myron L. Bender)؛ (۱۹۲۴–۱۹۸۸) شیمیدان اهل ایالات متحده آمریکا بود. اکسایش هاس–بندر در شیمی آلی به افتخار وی نامگذاری شده‌است.